# Philip J. Currie
Philip John Currie (nascido em 13 de março de 1949) é um paleontólogo canadense e curador de museu que ajudou a fundar o Museu Real de Paleontologia Tyrrell em Drumheller, Alberta e agora é professor da Universidade de Alberta em Edmonton. Na década de 1980, ele se tornou o diretor do Canada-China Dinosaur Project, a primeira parceria paleontológica cooperativa entre a China e o Ocidente desde as Expedições da Ásia Central na década de 1920, e ajudou a descrever alguns dos primeiros dinossauros emplumados. Ele é um dos principais editores da influente Encyclopedia of Dinosaurs, e suas áreas de especialização incluem terópodes (especialmente Tyrannosauridae), a origem dos pássaros e padrões de migração dos dinossauros e comportamento de pastoreio. Ele foi um dos modelos para o paleontólogo Alan Grant no filme Jurassic Park.

## Biografia

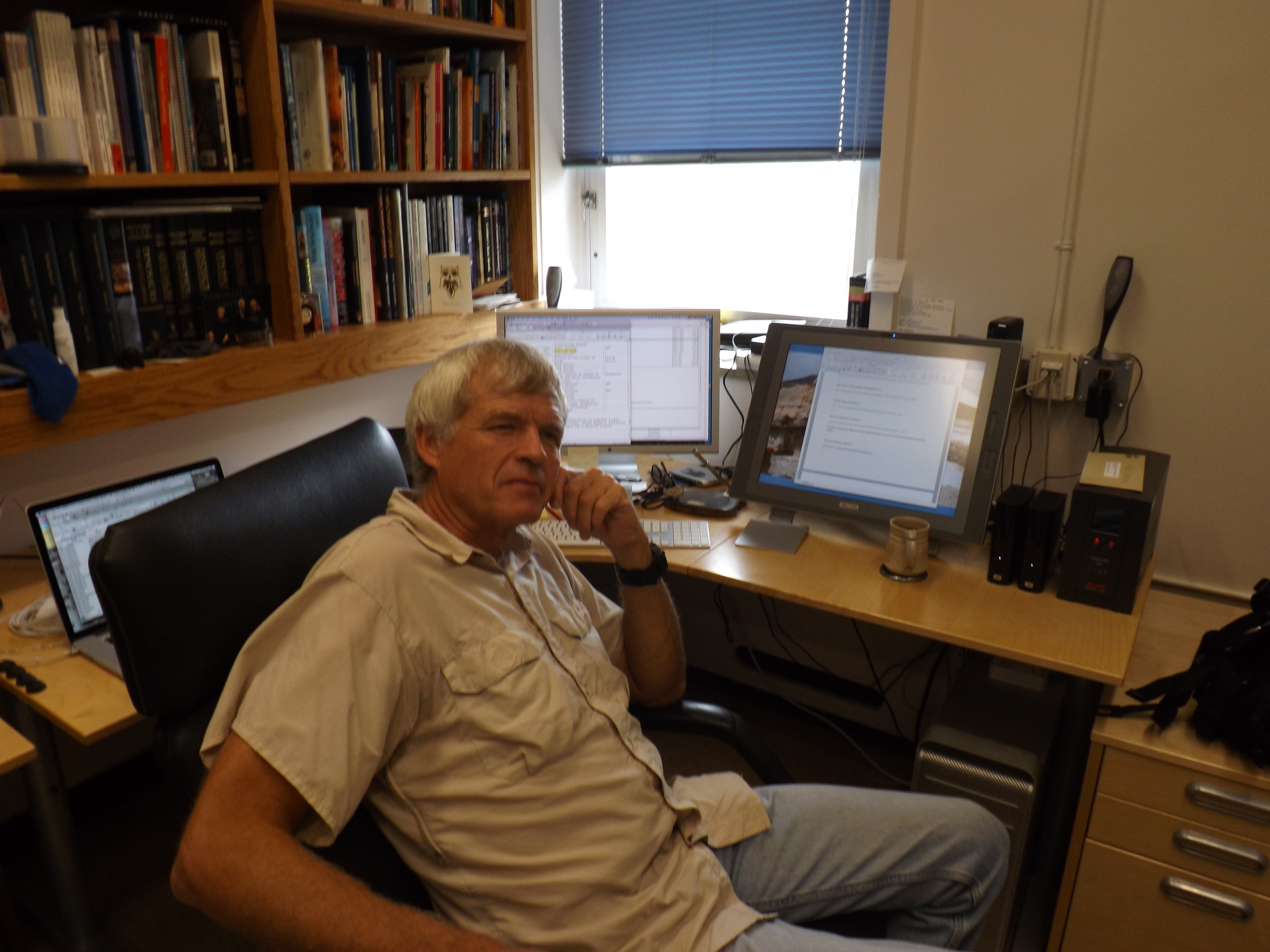
Currie eu seu escritório em 2013

Currie recebeu seu diploma de bacharel em ciências da Universidade de Toronto em 1972, um mestrado em ciências da Universidade McGill em 1975 e um doutorado em filosofia (PhD) em biologia (com distinção) pela mesma instituição em 1981. Suas teses de mestrado e doutorado foram sobre sinapsídeos e diápsidos aquáticos primitivos, respectivamente.
Currie tornou-se curador de ciências da terra no Museu Provincial de Alberta (que se tornou o Museu Real de Alberta em 2005) em Edmonton em 1976, assim que começou o programa de doutorado. Em três temporadas, ele teve tanto sucesso no trabalho de campo que a província começou a planejar um museu maior para abrigar a coleção. A coleção tornou-se parte do Museu Tyrrell de Paleontologia, que foi concluído em 1985 (o epíteto "Real" foi adicionado em 1990), e Currie foi nomeado curador de dinossauros.
Em 1986, Currie tornou-se o co-diretor do Projeto Dinossauro Canadá-China conjunta, com Dale Russell do Museu Canadense da Natureza em Ottawa e Dong Zhiming do Instituto de Paleontologia de Vertebrados e Paleoantropologia em Pequim.

## Contribuições a paleontologia
Suas contribuições para a paleontologia incluem sinonimizar os gêneros Troodon e Stenonychosaurus em 1987 (com o nome anterior tendo precedência) e posteriormente revertendo isso em 2017. Ele também sinonimizou o táxon ceratopsiano Rubeosaurus com Styracosaurus, sendo este último o sinônimo sênior válido.
Um dos principais interesses de Currie tem sido a ligação evolutiva entre as aves modernas e os dinossauros não-aviários. As semelhanças entre troodontídeos e pássaros em particular fizeram dele um grande defensor da teoria de que os pássaros são descendentes de dinossauros, assim como sua descoberta de que os tiranossaurídeos, juntamente com muitas outras linhagens de terópodes não aviários, possuíam fúrculas, uma característica anteriormente acreditada. ser exclusivo de pássaros e ausente de dinossauros não-aviários.  Como parte do projeto conjunto de dinossauros China-Canadá, ele ajudou a descrever dois dos primeiros espécimes de dinossauros do lagerstätten de Liaoning na China que mostravam claramente impressões de penas: Protarchaeopteryx e Caudipteryx. Em contraste com a descoberta do Sinosauropteryx em 1996, que mostrou apenas a impressão de filamentos felpudos, estes eram indiscutivelmente penas. Isso não apenas ajudou a consolidar a teoria de que os pássaros são descendentes dos dinossauros, mas também indicou que muitos dromaeossaurídeos eram emplumados.
Em 1997, Currie juntou-se ao Diretor Técnico da Microsoft, Nathan Myhrvold, para criar um modelo de computador demonstrando que os diplodocídeos podiam estalar suas caudas como chicotes e criar pequenos estrondos sônicos. Ele estava envolvido na exposição de um espécime composto que havia sido objeto do escândalo "Arqueoraptor" da National Geographic de 1999.
Currie tornou-se cada vez mais cético em relação à crença ortodoxa de que os grandes dinossauros carnívoros eram animais solitários, mas não havia evidências para sua hipótese de que eles pudessem ter caçado em bandos. No entanto, evidências circunstanciais vieram quando ele rastreou um local mencionado por Barnum Brown que apresentava 12 espécimes de Albertosaurus de várias faixas etárias. Currie também esteve envolvido na descoberta de um leito ósseo que evidenciou comportamento gregário no caenagnatóide Avimimus.
Currie fez contribuições importantes para o estudo da filogenética. Ele contribuiu para uma revisão abrangente das relações filogenéticas de espécies de anquilossaurídeos em 2015. Ele também reavaliou o status filogenético do Nipponosaurus sachalinensis, descobrindo que era muito mais basal entre os Lambeosaurus do que os paleontólogos pensavam anteriormente.

## Honrarias
- Medalha de Ouro da Real Sociedade Geográfica Canadense.[21]
- O Prêmio Elizabeth 'Betsy' Nicholls de Excelência em Paleontologia.[22]